# Christian Küsters
Christian Küsters (* 1977) ist ein deutscher Kommunalpolitiker (Bündnis 90/Die Grünen) und seit 2020 Bürgermeister der Stadt Nettetal in Nordrhein-Westfalen.

## Leben und Werdegang
Küsters wurde 1977 geboren. Er absolvierte eine Ausbildung zum Bankkaufmann und studierte anschließend Betriebswirtschaftslehre mit Abschluss als Diplomkaufmann. Vor seiner politischen Karriere arbeitete er etwa 15 Jahre lang in verschiedenen Positionen für ein deutsches Kreditinstitut.

## Politische Laufbahn
Küsters trat 2016 den Grünen bei und wurde einer der beiden Vorsitzenden des Ortsverbands Nettetal. Im Mai 2020 wurde er von einem Bündnis aus Grünen, SPD und FDP als gemeinsamer Bürgermeisterkandidat für Nettetal aufgestellt.
Bei der Kommunalwahl am 27. September 2020 setzte sich Küsters in einer Stichwahl mit 68,16 % der Stimmen durch und wurde zum Bürgermeister von Nettetal gewählt. Er trat die Nachfolge von Christian Wagner (CDU) an, der das Amt seit 2004 innehatte.

## Amtszeit als Bürgermeister
In seiner Funktion als Bürgermeister ist Küsters auch nebenamtlicher Geschäftsführer der Stadtwerke Nettetal GmbH und Verbandsvorsteher des Netteverbandes. Zudem ist er Mitglied im Vorstand des Städtetages NRW, wo er als Sprecher der Grünen Gruppe fungiert. Er vertritt die Stadt Nettetal im Interreg-Ausschuss der Euregio Rhein-Maas-Nord und in der LEADER-Region Leisten Landschaften (Lei.La). Er ist auch Vorsitzender des Mathias Neelen Tierheim e.V. in Lobberich.

## Privates
Küsters lebt mit seiner Frau und zwei Töchtern in Nettetal.